# Böttcher & Fischer

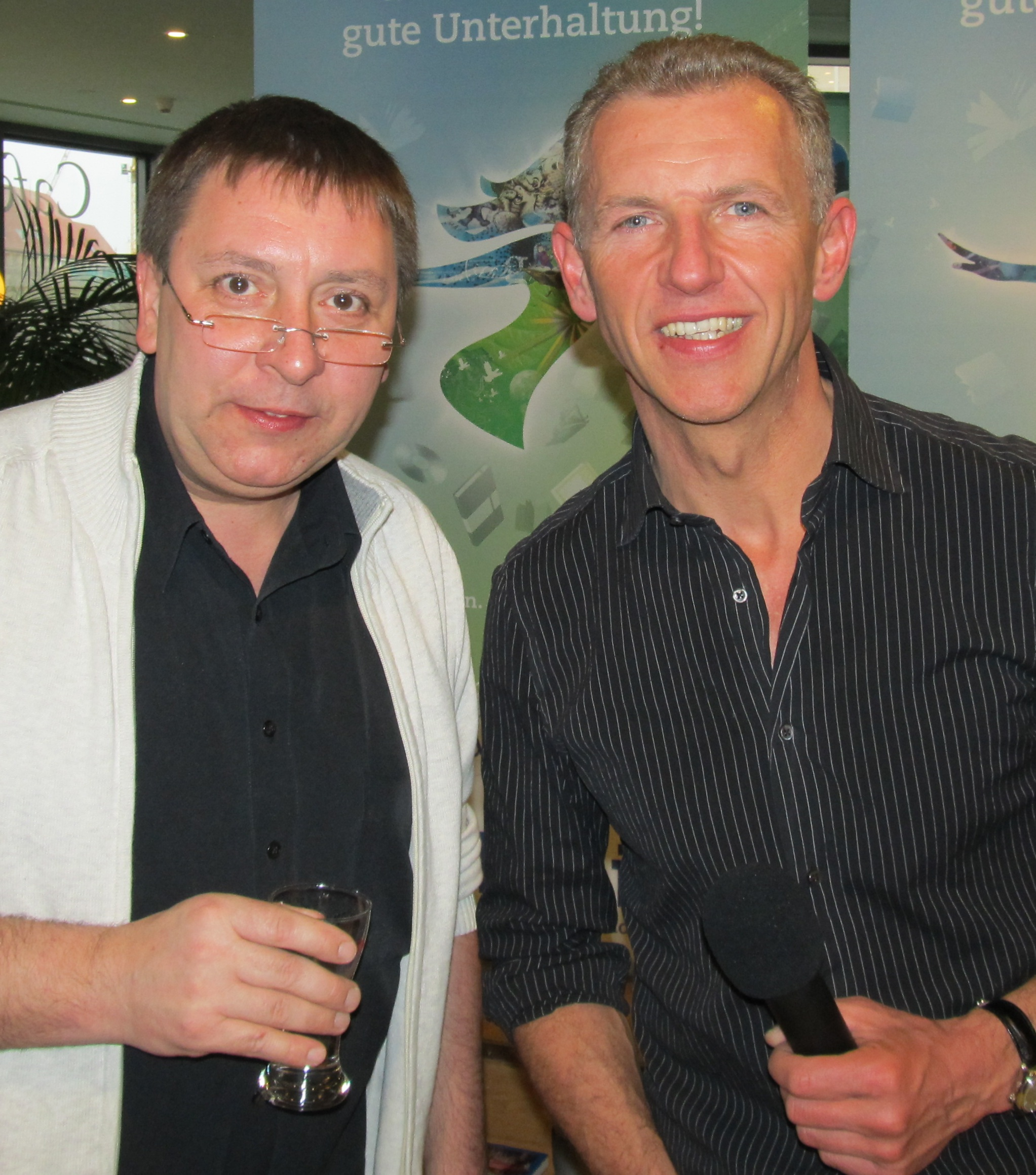
Thomas Böttcher (li.) und Uwe Fischer, 2013.

Als Comedyduo Böttcher & Fischer, auch als Die BöFis angekündigt, traten die Radiomoderatoren Thomas Böttcher (* 7. August 1965 in Löbnitz) und Uwe Fischer (* 8. Dezember 1968 in Halle (Saale)) von 1995 bis 2016 bei den sächsischen Hörfunksendern Radio PSR, Antenne Sachsen und zuletzt R.SA auf.

## Biographisches
Thomas Böttcher wuchs in Delitzsch nördlich von Leipzig auf und besuchte dort von 1972 bis 1982 die Polytechnische Oberschule „Otto Grotewohl“. Der gelernte Elektriker startete seine Karriere als Resident-DJ in einem Delitzscher Jugendklub. Seit 1992 arbeitet er als Radiomoderator. Bis 1998 lebte er in Delitzsch, später unter anderem in Seeligstadt und seit 2004 im Döbelner Stadtteil Sörmitz. Seit 2006 ist er zum zweiten Mal verheiratet; er hat zwei Kinder aus erster Ehe.
Uwe Fischer stammt aus einer Lehrerfamilie und verbrachte seine Kindheit und Jugend in Halle (Saale). Er wurde 1975 an der 1. Polytechnischen Oberschule in Halle-Neustadt eingeschult. Beim VEB Kraftverkehr Halle absolvierte er eine Ausbildung zum Autoschlosser. Erstmals als Radiomoderator tätig war er 1990 für den Sender Halle von Radio DDR II, anschließend arbeitete er für den MDR. Fischer lebte unter anderem in Leipzig, Dresden und Liemehna bei Leipzig. Er ist geschieden und Vater dreier Söhne.

## Zusammenarbeit

### Radio PSR
Böttcher begann seine Moderatorentätigkeit bei Radio PSR und ging am 1. Juli 1992 um 14 Uhr, zwei Stunden nach dem Start dieses privaten Radioprogramms, erstmals auf Sendung. Zunächst moderierte er die Nachtsendung, bald darauf dann die tägliche Morgenshow von 5 bis 8 Uhr. Fischer wechselte im Jahr darauf ebenfalls zu PSR und übernahm dort die Vormittagssendung im Anschluss an Böttchers Sendezeit. Nach einer Weile gingen sie dazu über, die Zeit kurz vor der Übergabe, etwa ab 7.50 Uhr, gemeinsam zu moderieren und mit Gags und Blödeleien auszufüllen, was bei den Hörern gut ankam. Ab Oktober 1995 moderierten sie dann die gesamte Morgensendung als Duo unter dem Titel „Böttcher & Fischer – die zwei von Sechs bis Neun“. Anfangs trat Fischer als der Witzige auf und Böttcher führte durch die Sendung. In dieser Konstellation standen sie noch im September 1996 beim Tag der Sachsen in Torgau auf der Bühne. Direkt nach ihrem dortigen Misserfolg tauschten sie die Rollen.
Seither hatte Böttcher in den Dialogen zumeist den Part des listigen, vorlauten und mit osterländischem Dialekt sprechenden Sachsen inne, wohingegen Fischer immer den vermeintlich Klügeren gab. Bestandteile der Sendung waren unter anderem die 70er-Jahre-Schlagerparade „Meilenstein“ sowie der „Hit & Shit der Woche“. Durch den Erfolg des Duos stiegen die Hörerzahlen von Radio PSR deutlich an. Die letzte gemeinsame Sendung von Böttcher & Fischer bei PSR war am Morgen des 5. Februars 1998. Nachdem sie im späteren Tagesverlauf ihre Verträge als freie Mitarbeiter zum 30. März gekündigt hatten, um zum Konkurrenzsender Antenne Sachsen zu wechseln, nahm die Leitung des Senders das Duo sofort aus dem Programm. Anschließend führte Radio PSR gegen seine beiden früheren Mitarbeiter vorm Hintergrund von deren Senderwechsel einen Rechtsstreit um die Marke „Böttcher & Fischer“, den PSR verlor.

### Antenne Sachsen
Ab 1. April 1998 nahmen Böttcher und Fischer ihre gemeinsame Moderatorentätigkeit in Dresden bei Antenne Sachsen, dem Vorgänger von Hitradio RTL Sachsen, wieder auf. Dort moderierten sie montags bis freitags die Sendung „Der Antenne-Morgenmix mit Böttcher & Fischer“, ihr Gagschreiber in dieser Zeit war Carsten Weidling. Zudem absolvierten Böttcher und Fischer zahlreiche Live-Auftritte auf Bühnen. Anfang Februar 2000 stieg Uwe Fischer jedoch im Streit aus, woraufhin Böttcher erst allein und dann mit wechselnden Partnern weitermoderierte (Tommi Schminke und Morgenfamilie; ab August 2000 Böttcher und Heike Leschner bei „Fett geweckt“). Nachdem bekannt geworden war, dass Böttcher zum R.SA-Vorläufer Oldie.fm wechseln wolle, setzte die Senderleitung die Morgenshow von Böttcher und Leschner kurz nach der Sendung vom 22. Februar 2002 ab. Fischer war in der Zwischenzeit zunächst ab 10. Juli 2000 bei Energy Sachsen als Berater tätig, dann bei Antenne Mecklenburg-Vorpommern, wo er bis Juni 2002 als stellvertretender Programmchef wirkte.

### R.SA
Nach ihrer Versöhnung im Frühjahr 2002 traten Böttcher und Fischer wieder gemeinsam auf. Am 8. November 2002 war Premiere für Peter Flaches Mundart-Lustspiel „Der Wetterhahn“ im Radeberger Biertheater, das unter Mitwirkung von Böttcher und Fischer dreimal pro Woche lief. Ab dem 1. September 2003 moderierten sie montags bis freitags von 5 bis 10 Uhr die „Große bunte BöFi-Show“ bei R.SA und kehrten damit indirekt zu Radio PSR zurück (Radio PSR und R.SA sind Programmmarken des Radiounternehmens REGIOCAST). Die herausragende Bedeutung dieser Sendung kam darin zum Ausdruck, wie in deutschlandweit einzigartiger Weise die beiden Morgenmoderatoren der Claim des gesamten Senders waren: „R.SA mit Böttcher & Fischer“. Bestandteile der Sendung waren unter anderem „Das schnellste Radioquiz der Welt von Ata bis MZ“ und das Rollenspiel „Frau Böttcher und Herr Fischer“. Für die Moderation ihrer Radioshow sowie für die beste Sender-Promotion erhielten Böttcher und Fischer am 20. Juli 2012 jeweils den Radiopreis Mitteldeutschland. Im Jahr 2015 waren sie für den Deutschen Radiopreis in der Kategorie Beste Morgenshow nominiert, der jedoch an Andreas Kuhlage und Jens Hardeland von N-JOY ging.
Im Dezember 2016 unterbrach Böttcher, begleitet von Presseberichten über gesundheitliche Probleme, seine Mitwirkung und kehrte im März 2017 nur kurzzeitig noch einmal zurück. Am 12. Mai 2017 gab R.SA die endgültige Trennung von Böttcher bekannt und begründete dies damit, dass „die Grundlage für eine weitere Zusammenarbeit leider nicht mehr gegeben ist“. Wenige Tage später erklärte Böttcher, er werde nun „kerngesund und voller Tatendrang [...] nicht nur zu Hause sitzen oder in Frührente gehen“. Das sei er „den vielen treuen und herzlichen Menschen schuldig, die mich in jüngster Vergangenheit so unglaublich unterstützt und zu mir gehalten haben“. Seit April 2020 ist er wieder regelmäßig im Radio zu hören: Seine Glosse „Böttchers Tagebuch“ läuft seither täglich auf MDR Jump. Medienberichten aus dem Sommer 2020 zufolge steht Uwe Fischer vor einem Wechsel zu Hitradio RTL Sachsen, der zum Jahreswechsel 2020/21 vollzogen werden soll.  Seit Dezember 2020 wird die Hit Radio RTL Morningshow mit Uwe Fischer und Katja Möckel gesendet.

## Auswahl von Veröffentlichungen
- CD „Böfi – Volume 1“, Mai 1998
- CD „Böfi – Volume 2“, März 1999
- CD „Die Partymacher“, September 2005
- „Mann und Frau im Team – Die BöFi-Beziehungsfibel“